# Lê Minh Xuân (xã)
Lê Minh Xuân là một xã thuộc huyện Bình Chánh, Thành phố Hồ Chí Minh, Việt Nam.
Xã Lê Minh Xuân nằm ở phía bắc huyện Bình Chánh, có vị trí địa lý:
- Phía đông giáp phường Tân Tạo A, quận Bình Tân và xã Tân Nhựt
- Phía tây và phía nam giáp xã Bình Lợi
- Phía bắc giáp xã Phạm Văn Hai.

Xã có diện tích 35,09 km², dân số năm 2021 là 41.507 người,  mật độ dân số đạt 1.182 người/km².